# Johnny Walker (attore)
Johnny Walker, pseudonimo di Badruddin Jamaluddin Kazi (Indore, 11 novembre 1926 – Mumbai, 29 luglio 2003), è stato un attore indiano.

## Filmografia parziale
- Baazi, regia di Guru Dutt (1951)
- Taxi Driver, regia di Chetan Anand (1954)
- C.I.D., regia di Raj Khosla (1956)
- Chori Chori, regia di Anant Thakur (1956)
- Naya Daur, regia di B. R. Chopra (1957)
- Sete eterna (Pyaasa), regia di Guru Dutt (1957)
- Madhumati, regia di Bimal Roy (1958)
- Fiori di carta (Kaagaz Ke Phool), regia di Guru Dutt (1959)
- Mughal-e-Azam, regia di K. Asif (1960)
- Mere Mehboob, regia di H. S. Rawail (1963)
- Shikar, regia di Atma Ram (1968)
- Hasina Maan Jayegi, regia di Prakash Mehra (1968)
- Aadmi Aur Insaan, regia di Yash Chopra (1969)
- Anand, regia di Hrishikesh Mukherjee (1971)
- Raja Jani, regia di Mohal Sehgal (1972)
- Chachi 420, regia di Kamal Haasan (1997)

## Premi
- Filmfare Awards
  - 1959: "Best Supporting Actor" (Madhumati)
  - 1969: "Best Comic Actor" (Shikar)